# Giennadij Bogomiakow
Giennadij Pawłowicz Bogomiakow (ros. Генна́дий Па́влович Богомя́ков, ur. 30 czerwca 1930 w Tajdze w obwodzie kemerowskim, zm. 25 marca 2020 w Tiumeniu) – radziecki działacz partyjny, członek KC KPZR (1976-1990).
W 1952 ukończył studia w Instytucie Politechnicznym w Tomsku, pracował w organizacjach geologicznych w Zachodniej Syberii, w 1959 wstąpił do KPZR. W 1960 uzyskał tytuł kandydata nauk geologiczno-mineralogicznych. W latach 1964–1967 zastępca dyrektora Zachodniosyberyjskiego Naukowo-Badawczego Instytutu Geologiczno-Naftowego w Tiumeni. W 1967–1969 kierownik wydziału przemysłu naftowego i gazowego Komitetu Obwodowego KPZR w Tiumeni, 1969–1973 II sekretarz, a 1973–1990 I sekretarz Komitetu Obwodowego KPZR w Tiumeni. Był jednym z założycieli kompleksu naftowego w Zachodniej Syberii. Deputowany do Rady Najwyższej ZSRR od 9. do 11. kadencji, deputowany do Rady Najwyższej Rosyjskiej FSRR, 1976–1990 członek KC KPZR, delegat na XIV, XV, XVI i XVII Wszechzwiązkowe Konferencje KPZR. W okresie pierestrojki oskarżony o niedemokratyczne metody zarządzania przemysłem naftowym i odsunięty od stanowiska.

## Odznaczenia i nagrody
- Order Lenina (1980)
- Order Rewolucji Październikowej (1973)
- Order Czerwonego Sztandaru Pracy (dwukrotnie - 1966 i 1971)
- Nagroda Leninowska

I medale.